# East Hope
East Hope es una ciudad ubicada en el condado de Bonner en el estado estadounidense de Idaho. En el año 2010 tenía una población de 210 habitantes y una densidad poblacional de 131,25 personas por km².

## Geografía
East Hope se encuentra ubicado en las coordenadas 48°14′31″N 116°17′42″O / 48.24194, -116.29500. Según la Oficina del Censo, la localidad tiene un área total de 1,6 km² (0,6 mi²), de la cual 1,4 km² (0,5 mi²) es tierra y 0,1 km² (0 mi²) (9.84%) es agua.

## Demografía
En el 2000 la renta per cápita promedia del hogar era de $30 417, y el ingreso promedio para una familia era de $37 500. En 2000 los hombres tenían un ingreso per cápita de $35 938 contra $21 667 para las mujeres. El ingreso per cápita para la localidad era de $18 184. Alrededor del 7.1 % de la población estaba bajo el umbral de pobreza nacional.